# Perithalera
Perithalera là một chi bướm đêm thuộc họ Geometridae.